# La Hague
La Hague è un comune di nuova costituzione: dal 1º gennaio 2017 è stato creato accorpando i preesistenti comuni di Acqueville, Auderville, Beaumont-Hague, Biville, Branville-Hague, Digulleville, Éculleville, Flottemanville-Hague, Gréville-Hague, Herqueville, Jobourg, Omonville-la-Petite, Omonville-la-Rogue, Sainte-Croix-Hague, Saint-Germain-des-Vaux, Tonneville, Urville-Nacqueville, Vasteville e Vauville, che ne sono divenuti comuni delegati.

## Architetture
- Chiesa di Notre-Dame d'Acqueville che data dai secoli XVI e XVII con il suo campanile a due spioventi;
- Chiesa di Saint-Gilles d'Auderville, che ospita numerose opere d'arte, fra le quali dei fonti battesimali e dei bassorilievi classificati come monumenti storici;[1]
- Chiesa di Notre-Dame de Beaumont-Hague: navata e coro del XV secolo, ingrandita nel XVIII secolo (allungamento della navata, campanile-portico). Gisant di un signore di Beaumont.
- Chiesa di San Pietro di Biville: coro del XIII secolo e campanile (1632) costruiti attorno alla tomba del beato Tommaso Hélye, originario della parrocchia, maestro di scuola a Cherbourg, prete e missionario, morto in odorr di santità il 19 ottobre 1257 e beatificato da papa Pio IX il 14 luglio 1859. L'antico portico del XVII secolo, conservato e classificato Monumento storico dal 12 settembre 1922[2], fu rimontato all'estremità occidentale della nuova navata. Salvo il portico classificato, l'edificio è iscritto dal 21 dicembre 1994[2] e ospita alcune opere classificate di cui sette bassorilievi[3].
- Chiesa di Notre-Dame de Branville-Hague, dotata d'un campanile a vela, datato dal 1793.
- Chiesa di Saint-Paterne de Digulleville: edificio romanico del XIII secolo, che ha celato da lungo tempo dietro l'intonaco retablo in trompe-l'œil (o « retablo dei poveri »), dipinto nel 1785, riscoperto casualmente a seguito di un restauro due secoli dopo. A quell'epoca, le finanze non permettevano dei veri marmi e sculture, che venivano quindi dipinte sul muro. Verso il 1830, si nascosero i dipinti con un vero retablo in legno, poi in marmo. È stato restaurato nel 1985.
- Chiesa di Saint-Martin d'Éculleville (XV secolo, molto rinnovata) ospita un bassorilievo del XV secolo, La Carità di san Martino, classificato Monumento storico[4].
- La Croce del calvario di Herville (XVIII secolo) in calcare, rappresenta scene delle Scritture incise a spatola del XIX secolo.
- Chiesa di Saint-Pierre de Flottemanville.
- Chiesa di Notre-Dame de Jobourg.
- Chiesa di Sainte-Colombe de Gréville-Hague.
- Chiesa di Saint-Jean-Baptiste d'Omonville-la-Rogue.
- Chiesa di Saint-Germain di Saint-Germain-des-Vaux.